# Чардон (Огайо)
Чардон (англ. Chardon) — місто (англ. city) в США, в окрузі Ґоґа штату Огайо. Населення — 5242 особи (2020).

## Географія
Чардон розташований за координатами 41°34′45″ пн. ш. 81°12′33″ зх. д. / 41.57917° пн. ш. 81.20917° зх. д. (41.579289, -81.209060).  За даними Бюро перепису населення США в 2010 році місто мало площу 11,95 км², з яких 11,86 км² — суходіл та 0,09 км² — водойми.

### Клімат
| Клімат : Чардон            | Клімат : Чардон | Клімат : Чардон | Клімат : Чардон | Клімат : Чардон | Клімат : Чардон | Клімат : Чардон | Клімат : Чардон | Клімат : Чардон | Клімат : Чардон | Клімат : Чардон | Клімат : Чардон | Клімат : Чардон | Клімат : Чардон |
| Показник                   | Січ.            | Лют.            | Бер.            | Квіт.           | Трав.           | Черв.           | Лип.            | Серп.           | Вер.            | Жовт.           | Лист.           | Груд.           | Рік             |
| Середній максимум, °C      | −0,2            | 1,4             | 6,8             | 13,3            | 19,8            | 24,6            | 26,7            | 25,9            | 22,1            | 15,8            | 8,8             | 2,6             | 13,9            |
| Середній мінімум, °C       | −9,8            | −9,4            | −4,5            | 0,9             | 6,7             | 11,7            | 14,2            | 13,4            | 9,6             | 3,9             | −0,3            | −5,8            | 2,6             |
| -------------------------- | --------------- | --------------- | --------------- | --------------- | --------------- | --------------- | --------------- | --------------- | --------------- | --------------- | --------------- | --------------- | --------------- |
| Джерело: Chardon City Data |                 |                 |                 |                 |                 |                 |                 |                 |                 |                 |                 |                 |                 |

## Демографія
Згідно з переписом 2010 року, у місті мешкало 5148 осіб у 2285 домогосподарствах у складі 1331 родини. Густота населення становила 431 особа/км².  Було 2457 помешкань (206/км²).
Расовий склад населення:
| - 96,9 % — білих - 0,8 % — чорних або афроамериканців - 0,6 % — азіатів - 0,2 % — корінних американців |

До двох чи більше рас належало 1,3 %. Частка іспаномовних становила 1,5 % від усіх жителів.
За віковим діапазоном населення розподілялося таким чином: 23,5 % — особи молодші 18 років, 58,8 % — особи у віці 18—64 років, 17,7 % — особи у віці 65 років та старші. Медіана віку мешканця становила 41,1 року. На 100 осіб жіночої статі у місті припадало 82,2 чоловіків;  на 100 жінок у віці від 18 років та старших — 77,7 чоловіків також старших 18 років.
Середній дохід на одне домашнє господарство  становив 72 059 доларів США (медіана — 58 529), а середній дохід на одну сім'ю — 88 743 долари (медіана — 79 974). За межею бідності перебувало 10,6 % осіб, у тому числі 17,7 % дітей у віці до 18 років та 8,3 % осіб у віці 65 років та старших.
Цивільне працевлаштоване населення становило 2647 осіб. Основні галузі зайнятості: освіта, охорона здоров'я та соціальна допомога — 21,7 %, виробництво — 20,6 %, роздрібна торгівля — 15,7 %, науковці, спеціалісти, менеджери — 11,9 %.